# Conie-Molitard
Conie-Molitard ist eine Gemeinde im französischen Département Eure-et-Loir in der Verwaltungsregion Centre-Val de Loire. Sie gehört zum Kanton Châteaudun und zum gleichnamigen Arrondissement. Sie grenzt im Nordwesten an Saint-Maur-sur-le-Loir, im Norden an Dancy, im Nordosten an Villiers-Saint-Orien, im Osten an Nottonville, im Süden an Villemaury und im Westen an Moléans.

## Bevölkerungsentwicklung
| Jahr      | 1962 | 1968 | 1975 | 1982 | 1990 | 1999 | 2008 | 2015 |
| --------- | ---- | ---- | ---- | ---- | ---- | ---- | ---- | ---- |
| Einwohner | 303  | 254  | 233  | 309  | 337  | 338  | 376  | 395  |

## Sehenswürdigkeiten

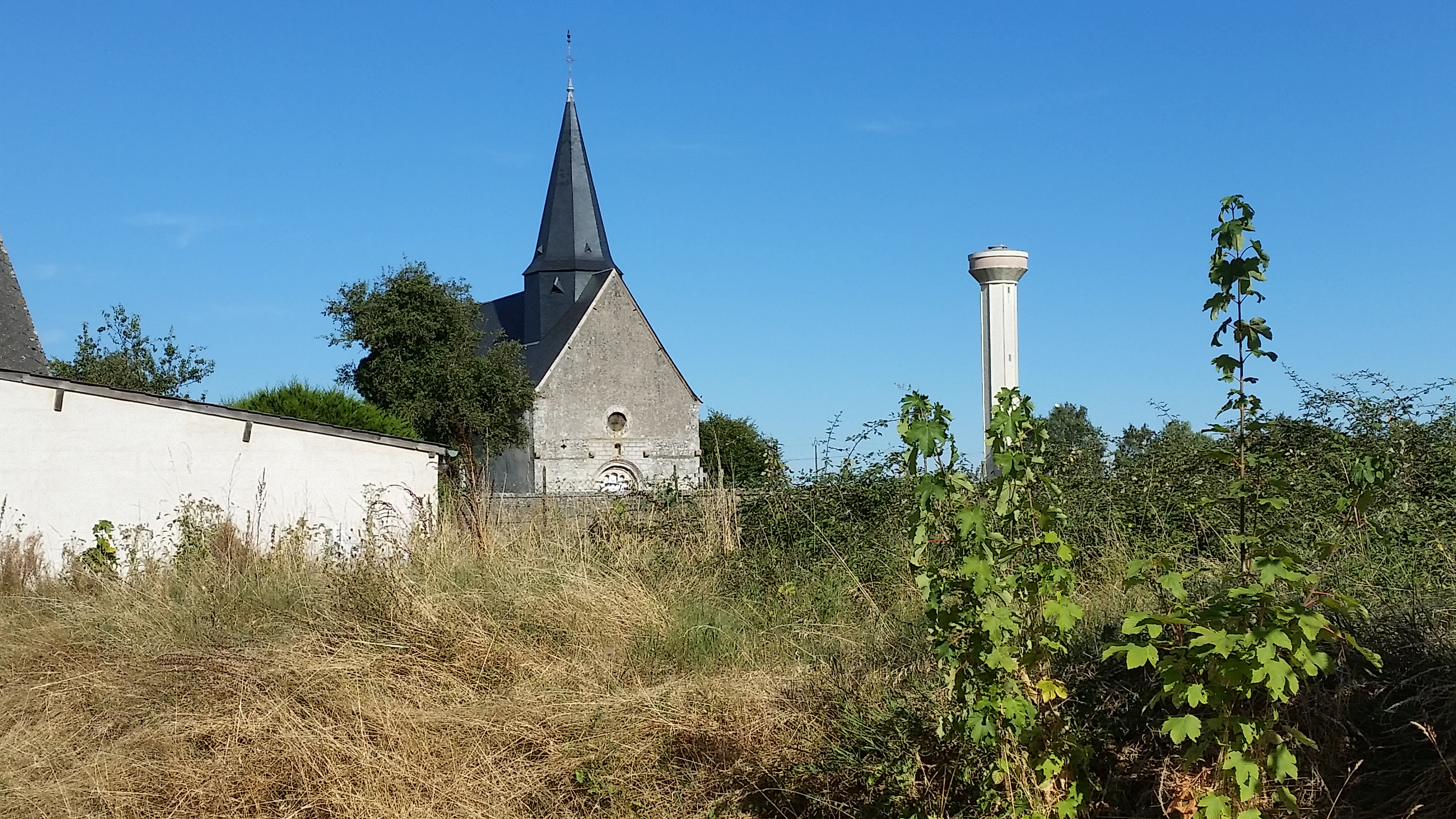
Kirche Notre-Dame und Wasserturm

- Kirche Notre-Dame
- Wasserturm